# Aigu-grave-aigu
Pour les articles homonymes, voir Macron.
Le aigu-grave-aigu ‹ ◌᷉ › est un diacritique de l’alphabet latin utilisé dans la transcription phonétique de langues tonales. Sa forme est composée de trois traits : ceux d’un accent aigu, d’un accent grave et d’un accent grave attachés l’un après l’autre.

## Utilisation
Julie Beth Lovins (en) utilise l’accent aigu-grave-aigu pour représenter un ton complexe descendant-montant en lomongo, dans l’exemple /bàlóngó bǎkáé/ → bàlónga᷉káé « son livre »,.
Pierre Vogler utilise aussi l’accent grave-aigu-grave dans une description du vata.
L’aigu-grave-aigu est adopté dans l’alphabet phonétique international lors de la conférence de Kiel de 1989, avec d’autres signes diacritiques composés tel qu’utilisés par les africanistes comme alternative aux barres de ton de Chao Yuen Ren utilisés en sinologie. Cependant, celui-ci ne figure pas dans le tableau de l’alphabet phonétique international.

## Représentation informatique
L’accent aigu-grave-aigu peut être représenté avec le caractère Unicode U+1DC9 diacritique aigu-grave-aigu.